# 维克托·舍尔歇
维克托·舍尔歇（法語：Victor Schœlcher，法語：[viktɔʁ ʃœlʃɛʁ]；1804年7月22日—1893年12月25日），法国废奴主义者、作家、政治家和记者，知名于其在1848年法蘭西第二共和國时期领导废除法国奴隶制。